# 普雷尼昂
普雷尼昂（法語：Preignan，法語發音：[pʁɛɲɑ̃]）是法国热尔省的一个市镇，位于该省中部，属于欧什区。

## 地理
普雷尼昂（43°42'45"N, 0°37'47"E）面积10.67 平方千米，位于法国奧克西塔尼大區热尔省，该省份为法国西南部内陆省份，北起顺时针与洛特-加龙省、塔恩-加龙省、上加龙省、上比利牛斯省、大西洋比利牛斯省和朗德省接壤。
与普雷尼昂接壤的市镇（或旧市镇、城区）包括：欧什、米尔普瓦、蒙托莱克雷诺、罗克洛尔、圣克里斯蒂。

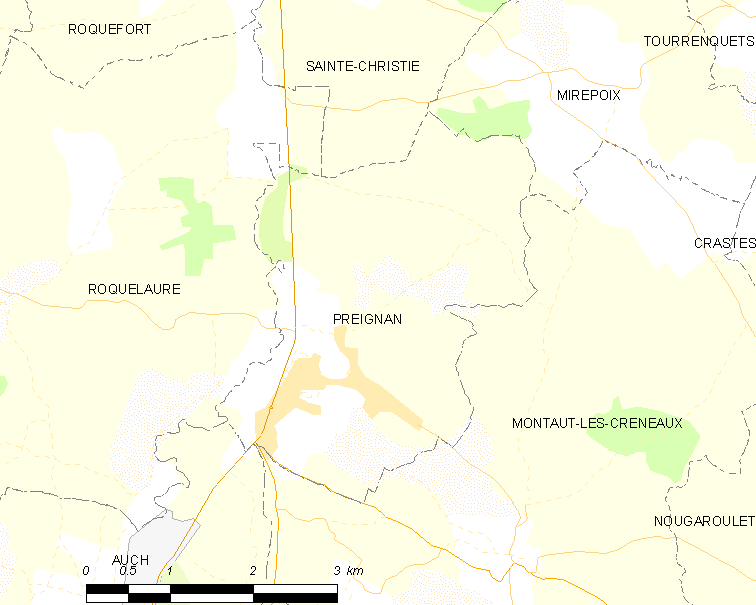
普雷尼昂的OSM定位图

普雷尼昂的时区为UTC+01:00、UTC+02:00（夏令时）。

## 行政
普雷尼昂的邮政编码为32810，INSEE市镇编码为32331。

## 政治
普雷尼昂所属的省级选区为欧什加斯科涅县。

## 人口

1962-2008年间普雷尼昂人口变化图示

普雷尼昂于2022年1月1日时的人口数量为1217人。